# Магомед Рамазанов
Магомед Eлдарович Рамазанов (на руски: Магомед Эльдарович Рамазанов) е руски, после български състезател по свободна борба от Дагестан, Русия, етнически аварец.
Роден е в село Октябърское (Октябрьское), Хасавюртовски район, Република Дагестан, Русия през 1993 г. Започва да тренира борба на 7-годишна възраст.
От 2016 до 2021 г. се състезава за родината си Русия. Европейски вицешампион е до 79 кг от първенството в Рим през 2020 г.
Представлява България от 2024 г. Състезател е на ЦСКА (София).
През май 2024 г. печели квота за Олимпийските игри в Париж през същата година.
Златен олимпийски медалист е от Олимпийските игри в Париж през 2024 г. Почетен гражданин е на Велико Търново от 2024 г.
Има по-млад брат Рамазан Рамазанов, който също се състезава първоначално за родината си Русия, после за България.

## Успехи
- Междуконтинентална купа 2016 – 1. място (74 кг, Хасавюрт, Русия)[5]
- Международен турнир „Циолковски“ 2018 – 1. място (79 кг, Варшава, Полша)
- Световна купа по свободна борба 2019 – 1. място (79 кг, Якутск, Русия)
- Мемориал „Али Алиев“ 2019 – 1. място (79 кг, Каспийск, Русия)[6]
- Гранд При „Иван Яригин“ 2020 – 1. място (79 кг, Красноярск, Русия)
- Европейско първенство 2020 – 2. място (79 кг, Рим, Италия)
- Летни олимпийски игри 2024 –  място до 86 кг
- Европейско първенство 2025 – 1. място (86 кг, Братислава, Словакия)